# La estrella de Laura
La estrella de Laura (título original en alemán: Lauras Stern) es un largometraje animado realizado y producido por Thilo Rothkirch y Piet De Rycker. Fue lanzado originalmente a los cines en septiembre de 2004 en Alemania, por Warner Bros. Se basa en el libro para niños Lauras Stern, de Klaus Baumgart.

## Argumento
Laura es una niña de siete años que junto a su familia se mudan a la ciudad dejando su maravillosa casa en el campo. Ella sufre al ser forzosamente separada de sus raíces y amigos que construyó en la infancia y a la vez tener que volver a hacer amigos en una ciudad tan grande. Cierta noche en su nuevo barrio, Laura ve caer una estrella fugaz a la tierra, corre al parque a su encuentro, descubriendo que es un ser vivo que ha perdido una de sus patitas en el aterrizaje y que se encuentra tan sola como la niña. Laura la rescata y con todo su cariño cura su patita surgiendo una entrañable amistad entre ellas. A cambio, la estrella que posee poderes especiales alegra la vida de Laura, le da vida a sus juguetes, la lleva volando por el cielo, además de otras cosas increíbles. Sin embargo, Laura pronto descubre que la estrella se está apagando porque echa de menos su hogar y con la ayuda de su hermano Tommy, su vecino Max y un gatito-robot volador ayudarán a la pequeña estrella a regresar al cielo.

## Taquilla
- Esta película fue una de las películas de animación más popular en 2004 y se convirtió en la película animada más exitosa en la historia del cine alemán.

## Banda sonora
La música de La estrella de Laura es del compositor Hans Zimmer (galardonado por un Oscar a la mejor banda sonora de El rey león)

## Equipo creativo
- Alexander Lindner (Director artístico)
- Man Arenas (Diseñador de producción)
- Alberto Campos (storyboard y director de animación)
- Matthias Lechner (Diseñador escenografía)
- Ute von Münchow-Pohl (storyboard)
- Kris van Alphen (director de animación)

## Premios
- Premio del cine alemán Deutscher Filmpreis en 2005, categoría: "Mejor largometraje para la juventud".
- Premio del cine animado Internacional de Chicago Children's Film Festival en 2005, categoría: "Mejor largometraje"
- Premio del cine animado Animadrid en 2005, categoría: "Mejor largometraje"